# Мусићи
Мусићи су били српска властелинска породица из друге половине XIV века. Воде порекло од челника Мусе који је био ожењен Драганом, сестром кнеза Лазара (1371—1389). Њени најпознатији представници били су Мусини синови:
- Стефан Мусић
- Лазар Мусић
- Јован Мусић

Они су управљали северним делом Косова око Ибра са седиштем у Звечану, који је челнику Муси дао на управу цар Урош (1355—1371). Своје седиште су 1363. године преместили у Брвеник на Ибру, пошто су се заменили утврђених градова са кнезом Војиславом Војиновићем (око 1355—1363). Њихова област обухватала је масив Копаоника (су рудницима на њему), између средњег тока река Ибар и Лаб и протезала се од Радочела и Брвеничке жупе (средњи ток Ибра и ток реке Брвенице) на северозападу, до реке Брвенице, притоке Лаба, на југоистоку.
Подржавали су политику кнеза Лазара и као његови савезници учествовали су у рату против великог жупана Николе Алтомановића (1366—1373), који је 1373. године по личном наређењу Стефана Мусића (највероватније по усменој директиви самог кнеза Лазара) ослепљен у Ужичком Граду и на тај начин одстрањен из даље политичке борбе у доба распада српског царства. Обојица су учествовала и погинула у Косовском боју 1389. године чиме је угашена породица Мусића.
Браћа Мусићи су недалеко од Брвеника на Ибру подигли манастир Нову Павлицу по угледу на манастир Стару Павлицу. Он је по жељи њихове мајке био женски и она је у њему провела крај свог живота као монахиња. По породичном предању, Иван Мусић је био један од далеких потомака ове фамилије.